# منتخب سنغافورة لاتحاد الرغبي
منتخب سنغافورة الوطني لاتحاد الرغبي (بالإنجليزية: Singapore national rugby union team)‏ هو ممثل سنغافورة الرسمي في المنافسات الدولية في اتحاد الرغبي .